# ダニーラ・コズロフスキー
ダニーラ・ヴァレリエヴィッチ・コズロフスキー（Danila Valeryevich Kozlovsky, ロシア語: Дани́ла Вале́рьевич Козло́вский、1985年5月3日 - ）は、ロシアの俳優、映画監督。

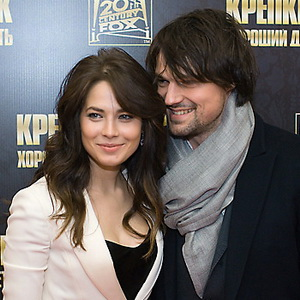
ユーリヤ・スニギルと、『ダイ・ハード/ラスト・デイ』プレミア上映中、2013年

モスクワ出身。父親はモスクワ大学の教授、母親は舞台女優。サンクトペテルブルク舞台芸術学院に学ぶ。

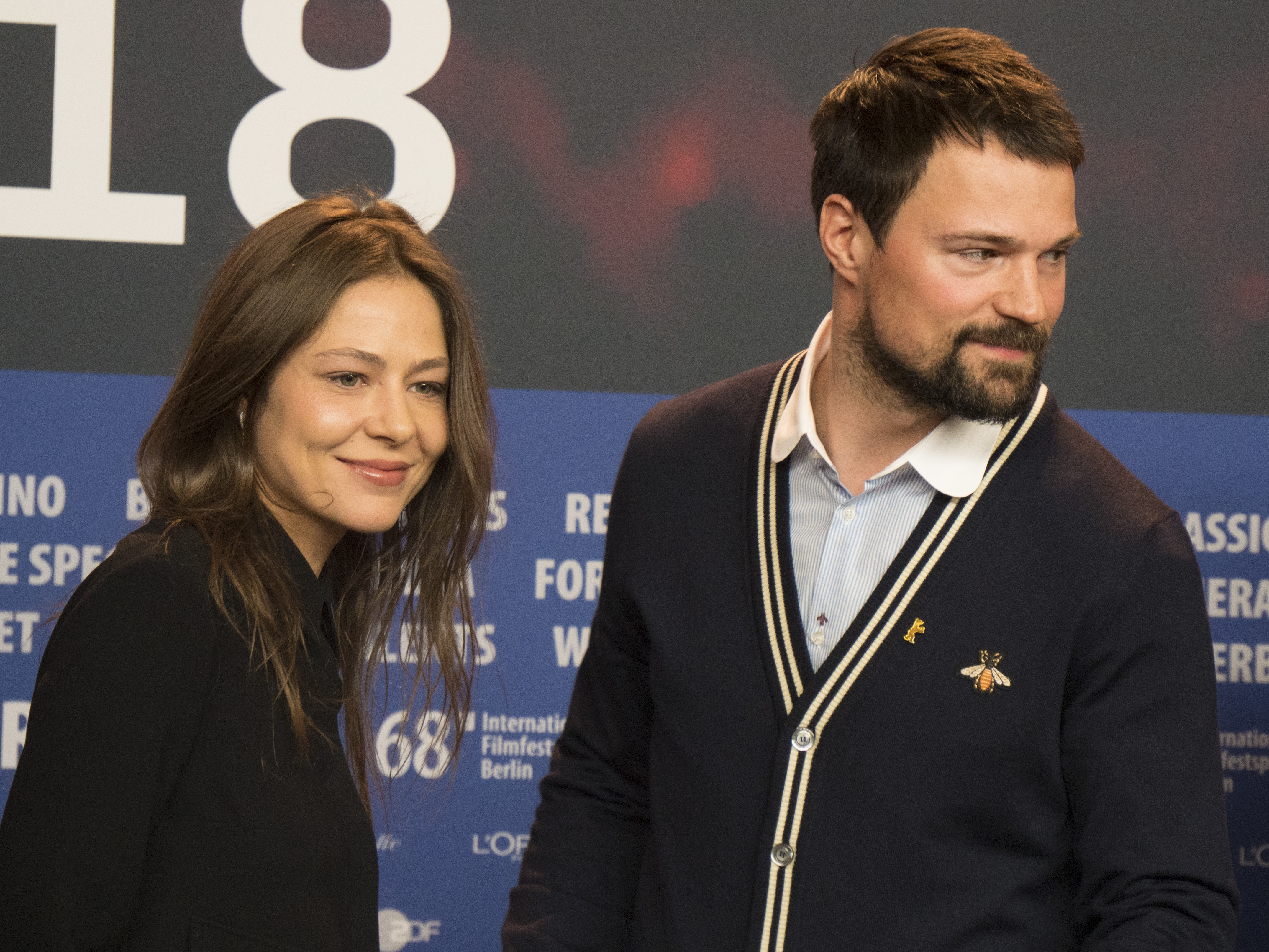
2018年、ベルリン国際映画祭で映画『ドヴラートフ レニングラードの作家たち』の関係者記者会見に出席したエレナ・リャドワとコズロフスキー

映画『ヴァンパイア・アカデミー』や『ハードコア』でロシア国外でも注目されるようになる。また、映画監督としても活動している。
2022年ロシアのウクライナ侵攻に反対している。

## 主な出演作品
| 公開年    | 邦題 原題                                      | 役名                           | 備考                       |
| --------- | ---------------------------------------------- | ------------------------------ | -------------------------- |
| 2008      | タイム・ジャンパー Мы из будущего              | セルゲイ・フィラトフ“ボルマン” |                            |
| 2011      | ラスプーチン Распутин / Raspoutine             | ドミトリー・パヴロヴィチ大公   |                            |
| 2012      | ゲット・ザ・ワールド Ду х less                 | マックス・アンドレーエフ       |                            |
| 2013      | 伝説の17番 Легенда № 17                        | ワレリー・ハルラモフ           |                            |
| 2014      | ヴァンパイア・アカデミー Vampire Academy       | ディミトリ・ベリコフ           |                            |
| 2015      | ハードコア Хардкор / Hardcore Henry            | エイカン                       |                            |
| 2016      | フライト・クルー Экипаж                        | アレクセイ・グシチン           |                            |
| 2016      | VIKING バイキング 誇り高き戦士たち Викинг      | ウラジーミル1世                |                            |
| 2017      | マチルダ 禁断の恋 Матильда                     | ヴォロンツォフ                 |                            |
| 2018      | マクマフィア McMafia                           | グリゴリー・ミーシン           | テレビドラマ、1エピソード  |
| 2018      | ドヴラートフ レニングラードの作家たち Довлатов | ダヴィッド                     |                            |
| 2019-2020 | ヴァイキング 〜海の覇者たち〜 Vikings          | 預言者オレグ                   | テレビドラマ、15エピソード |
| 2020      | チェルノブイリ1986 Чернобыль                   | アレクセイ・カルプシン         | 兼監督・製作               |